# تونی! تونی! تونی!
تونی! تونی! تونی! (انگلیسی: Tony! Toni! Toné!) گروه موسیقی سول و آراندبی آمریکایی است که سال ۱۹۸۸ در اوکلند، کالیفرنیا شکل گرفت و اوج شهرتش را از اواخر دههٔ ۱۹۸۰ تا میانه‌های دههٔ ۱۹۹۰ تجربه کرد. موفق‌ترین آلبومشان پسران سول (Sons of Soul) در سال ۱۹۹۳ منتشر شد.